# 普拉迪讷堡
普拉迪讷堡（法語：La Bastide-Pradines，法語發音：[la bastid pʁadin]）是法国阿韦龙省的一个市镇，属于米约区。

## 地理
普拉迪讷堡（44°0'5"N, 3°2'47"E）面积20.56 平方千米，位于法国奧克西塔尼大區阿韦龙省，该省份为法国南部内陆省份，位于法國中央高原南部，北起顺时针与康塔爾省、洛泽尔省、加尔省、埃罗省、塔恩省、塔恩-加龙省和洛特省接壤。
与普拉迪讷堡接壤的市镇（或旧市镇、城区）包括：克雷塞尔、塞尔农河畔拉帕努斯、圣乔治德吕藏松、塞爾農河畔聖羅姆、图讷米尔、维亚拉迪帕德若。

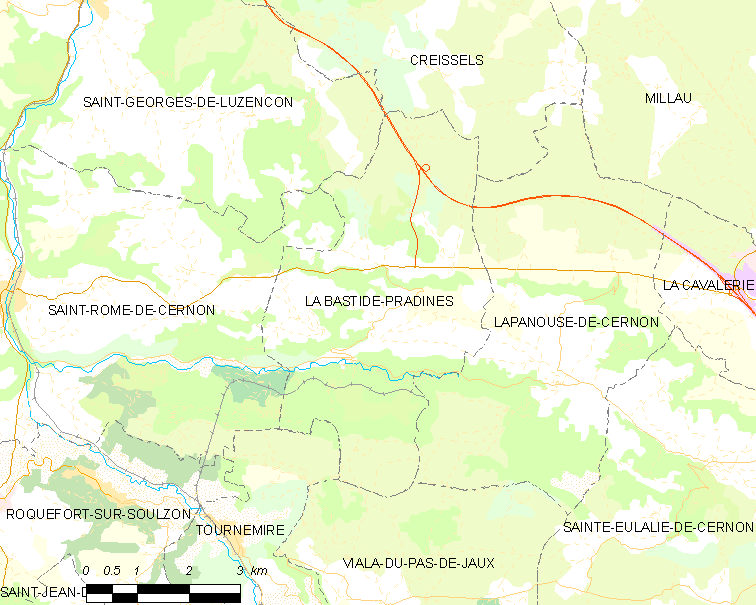
普拉迪讷堡的OSM定位图

普拉迪讷堡的时区为UTC+01:00、UTC+02:00（夏令时）。

## 行政
普拉迪讷堡的邮政编码为12490，INSEE市镇编码为12022。

## 政治
普拉迪讷堡所属的省级选区为圣阿夫里克县。

## 人口

1962-2008年间普拉迪讷堡人口变化图示

普拉迪讷堡于2022年1月1日时的人口数量为120人。